# Polyergus nigerrimus
Polyergus nigerrimus är en myrart som beskrevs av Marikovsky 1963. Polyergus nigerrimus ingår i släktet Polyergus och familjen myror. IUCN kategoriserar arten globalt som sårbar. Inga underarter finns listade i Catalogue of Life.

## Bildgalleri

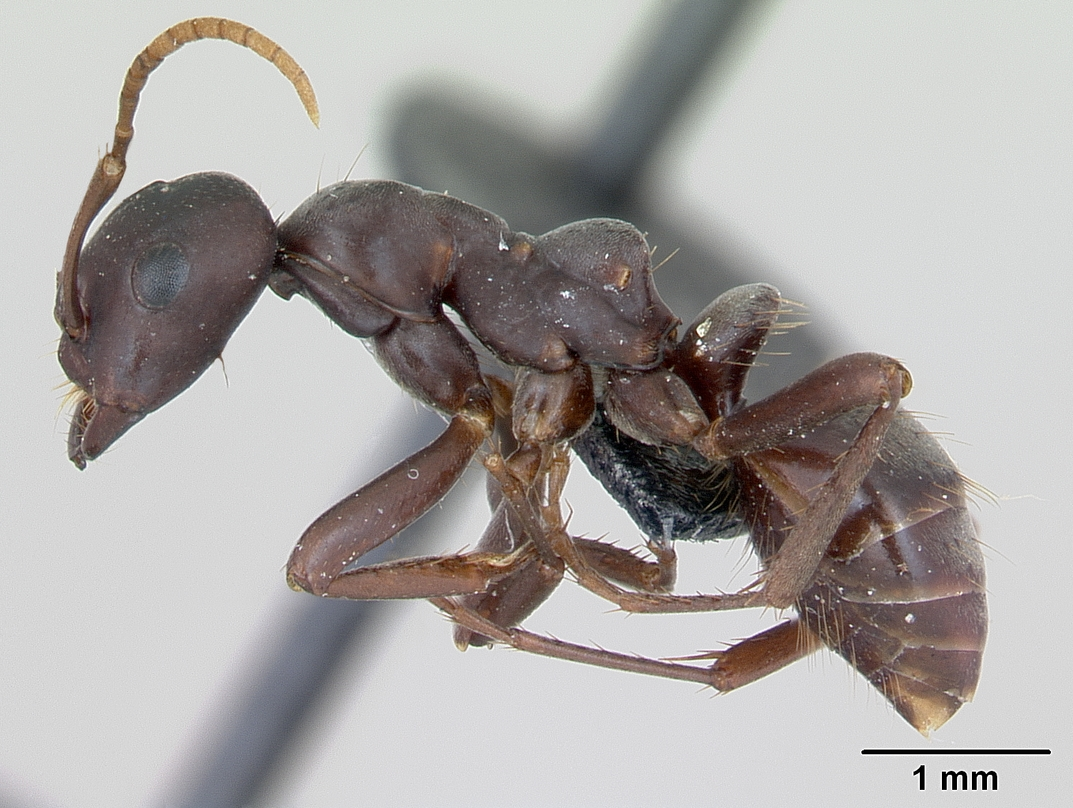